# Manhac
Manhac é uma comuna francesa na região administrativa de Occitânia, no departamento de Aveyron. Estende-se por uma área de 18,5 km². Em 2010 a comuna tinha 839 habitantes (densidade: 45,4 hab./km²).